# Johannes Hohmann
Johannes Hohmann (* 30. Dezember 1792 in Fulda; † 26. Juli 1870 ebenda) war ein deutscher römisch-katholischer Geistlicher und Generalvikar im Bistum Fulda.

## Leben
Johannes Hohmann wurde als Sohn des Gastwirts Kaspar Hohmann (1758–1813) und dessen Ehefrau Cunigundis Werner (1761–1813) geboren, besuchte in Fulda die Gelehrtenschule und studierte Theologie. Nach seiner Priesterweihe war er zunächst als Lehrer am Gymnasium tätig, bevor er am 20. Juni 1818 zum Professor am Priesterseminar Fulda ernannt wurde.
1829 zunächst außerordentlicher Domkapitular, wurde er im Jahre 1832 ordentlicher Domkapitular und stieg 1853 zum Domdechanten und Generalvikar auf.  In dieser Funktion war er nach dem kirchlichen Gesetzbuch Codex Iuris Canonici (CIC) mit stellvertretender ordentlicher Gewalt oder Vollmacht ausgestatteter Vertreter des Bischofs.
1861 erhielt er als Vertreter des Bischofs Christoph Kött ein Mandat für die Erste Kammer der Kurhessischen Ständeversammlung, trat aber aus gesundheitlichen Gründen nicht in die Parlamentsarbeit ein.

### Sonstiges
Hohmann war Mitglied des Vereins für hessische Geschichte und Landeskunde.